# Autarquía (automóviles)
Autarquía fue un fabricante de automóviles de propulsión eléctrica, fundado en 1943 en la ciudad española de Barcelona, y dirigido por el ingeniero militar Guillermo Menéndez de Aulestia. Fabricaron varios modelos, principalmente de camiones, furgonetas y autobuses, tanto con chasis propios como procedentes de automóviles Ford, y carrozados por Ayats.

## Historia
Al terminar la guerra civil española, el país se encontraba inmerso en una grave situación económica, agravada por el aislamiento provocado por la Segunda Guerra Mundial y el posterior aislamiento internacional. En estas condiciones, resultaba muy difícil y cara la importación de petróleo y derivados hasta España. Debido a ello, un grupo de inversores se aliaron con el ingeniero, que disponía de las patentes necesarias para llevar a cabo el proyecto de un automóvil de tracción eléctrica.
Se fundó así la empresa Vehículos Eléctricos Autarquía S.A., dividida en 3500 acciones, de las cuales 1600 fueron a parar a Menéndez, 1150 fueron puestas en circulación, y el resto se repartieron entre los inversores. Este evento está fechado el día 2 de enero de 1943, a pesar de que existían prototipos desde el año anterior, cuando se le denominó como proyecto de interés nacional.
La empresa estuvo funcionando hasta 1951, cuando Menéndez partió a ENASA como jefe de servicios eléctricos. Esto fue debido a la liberación de la importación de hidrocarburos, que provocó que los automóviles eléctricos dejaran de ser una prioridad. Sin embargo, la sociedad no se disolvió hasta 1955. Se calcula que no se produjeron más de medio centenar de vehículos bajo esta marca.

## Modelos
- Autarquía Camioneta. Pequeña camioneta eléctrica equipada con baterías Tudor, con carrocería y caja de carga independientes y fácilmente desmontables, dejando el chasis a la vista en poco tiempo. Los motores eran suministrados por La Electricidad S.A. de Sabadell.[3]